# 일본 최고검찰청
최고검찰청(일본어: 最高検察庁 사이코켄사쓰초[*], 영어: Supreme Public Prosecutors Office)은 최고재판소에 대응하는 일본의 검찰청이다. 검사총장을 장으로 하며, 약칭은 최고검(일본어: 最高検 사이코켄[*])이다. 도쿄도 지요다구 가스미가세키 중앙합동청사 제6호관에 위치하고 있다.

## 연혁
- 1947년(쇼와 22년) 5월 3일: 대심원 검사국을 개편하여 최고검찰청을 설치.

## 조직
- 검사총장
  - 차장검사
    - 형사부
      - 형사사무과
      - 전문직

    - 공안부
      - 공안사무과
      - 전문직

    - 공판부
      - 공판사무과
      - 전문직

    - 총무부
      - 기획조사과
      - 검무과
      - 정보시스템관리실
      - 전문직

    - 감찰지도부
      - 감찰지도과

    - 검사
    - 검사총장 비서관
    - 사무국
      - 총무과
      - 회계과
      - 전문직

## 현직 간부
- 검사총장 - 이나다 노부오
- 차장검사 - 사카이 도루
- 총무부장 - 우네모토 나오미
- 감찰지도부장 - 요시다 야스시
- 형사부장 - 오치아이 요시카즈
- 공안부장 - 야마가미 히데아키
- 공판부장 - 와다 마사키

## 차장검사의 지위
검사총장이 사고로 직무를 수행할 수 없을 때는 차장검사가 그 직무를 대행하도록 규정되어 있다. 그러나 차장검사는 검사 서열로는 3위이다.
일본의 검사 서열은 다음과 같다.
1. 검사총장
2. 도쿄 고등검찰청 검사장
3. 차장검사
4. 오사카 고등검찰청 검사장
5. 도쿄·오사카 이외의 고등검찰청 검사장

따라서 차장검사는 유사시 검사총장의 직무를 대행하지만 검사총장이 퇴임할 경우 후임에는 차장검사가 아닌 도쿄 고검장이 승진 임명되는 것이 관례로 되어 있다.

## 같이 보기
- 일본의 재판소